# Gieorgij Agzamow
Gieorgij Agzamow, ros. Георгий Таджиевич Агзамов, uzb. Georgiy Agzamov (ur. 6 września 1954 w Olmaliqu, zm. 27 sierpnia 1986 w Sewastopolu) – uzbecki szachista, arcymistrz.

## Kariera szachowa
W roku 1984 otrzymał – jako pierwszy Uzbek w historii – tytuł arcymistrza. Cieszył się renomą bardzo silnego szachisty, dzięki której nadano mu w Związku Radzieckim przydomek „koszmar arcymistrzów” (ang. the nightmare of top GMs). Poza uczestnictwem w turniejach zajmował się propagowaniem szachów i to nie tylko w rodzinnych stronach, ale również na Kubie, w Indiach i w Zjednoczonych Emiratach Arabskich, pracując zawodowo bądź działając społecznie jako trener i organizator imprez szachowych.
W latach 1981, 1983 i 1985 brał udział w finałach indywidualnych mistrzostw ZSRR, najlepszy wynik osiągając w roku 1981 we Frunze, gdzie zajął VI miejsce. W tym samym roku podzielił I m. (m.in. z Zurabem Azmaiparaszwilim) w Erywaniu. W roku 1982 triumfował w Belgradzie (m.in. przed Ivanem Farago, Iwanem Radułowem, Draganem Barlovem, Murrayem Chandlerem i Jonathanem Mestelem), natomiast w 1983 podzielił I miejsce (z Jamesem Tarjanem i Predragiem Nikoliciem) w memoriale Borislava Kosticia we Vršacu. Kolejne sukcesy odniósł w następnym roku: zwyciężył w Tunji (wraz z Alonso Zapatą), Soczi (m.in. przed Olegiem Romaniszynem, Lwem Psachisem i Michaiłem Talem) oraz w Taszkencie (wraz z Siergiejem Smaginem i Symbatem Lyputianem). Dzięki tym sukcesom na liście rankingowej FIDE w dniu 1 stycznia 1985 roku osiągnął najwyższy w swojej karierze wynik (2590 punktów) i zajmował (wraz z Arturem Jusupowem) 14. miejsce na świecie. W 1985 roku w Poczdamie podzielił (z Rainerem Knaakiem i Nino Kirowem) II miejsce (za Wolfgangiem Uhlmannem). W lutym 1986 roku osiągnął ostatni turniejowy sukces, zwyciężając (przed Niazem Murshedem, Witalijem Cieszkowskim i Viswanathanem Anandem) w Kalkucie. W sierpniu tego roku wystąpił w rozegranym w Sewastopolu półfinale mistrzostw ZSRR. Tam też zginął śmiercią tragiczną, spadając w przepaść w czasie górskiej wycieczki.
Najwyższy ranking w karierze osiągnął 1 stycznia 1985 r., z wynikiem 2590 punktów dzielił wówczas 14-15. miejsce (wspólnie z Arturem Jusupowem) na światowej liście FIDE.
Od 2007 r. w Taszkencie rozgrywany jest międzynarodowy turniej poświęcony pamięci Gieorgija Agzamowa.